# Gefecht bei Gohfeld
Hastenbeck – Krefeld – Sandershausen – Mehr – Lutterberg 1758 – Bergen – Minden – Gohfeld – Fulda – Korbach – Emsdorf – Warburg – Rhadern – Kloster Kampen – Langensalza – Saalfeld – Vellinghausen – Arnsberg – Wilhelmsthal – Lutterberg 1762 – Brücker Mühle
Das Gefecht bei Gohfeld am 1. August 1759 war ein Begleitgefecht der Schlacht bei Minden, einer bedeutenden Schlacht des Siebenjährigen Krieges. 
Truppen des britisch-preußischen Bündnisses unter dem Erbprinzen von Braunschweig besiegten bei den Orten Gohfeld und Mennighüffen (heute zu Löhne im Nordosten Nordrhein-Westfalens gehörig) ein französisches Korps unter dem Herzog von Brissac und verhinderten so einen geordneten Rückzug der bei Minden unterlegenen französischen Hauptmacht. Am Kampf beteiligt waren etwa 14.000 Soldaten.

## Vorgeschichte
Anfang Juli 1759 hatte eine französische Streitmacht unter den Marschällen Broglie und Contades die preußische Festung Minden besetzt. Westlich der Stadt lag unter Führung von Ferdinand von Braunschweig das Heer der Verbündeten, vornehmlich bestehend aus britischen, hannoverschen und preußischen Truppen. Beide Seiten bereiteten sich Ende Juli auf eine Entscheidungsschlacht vor.
Hauptnachschublinie und günstigster etwaiger Rückzugsweg der Franzosen war die alte Verbindungsstraße vom Rhein über Bielefeld und Herford sowie durch die Porta Westfalica (Westfälische Pforte). Das französische Oberkommando erkannte, dass angesichts der bevorstehenden Schlacht bei Minden ein Ziel der Verbündeten sein würde, diese rückwärtige Verbindung zu unterbrechen, es stellte daher am 28. Juli eine größere Sicherungstruppe in Richtung Südwesten ab. Sie umfasste schließlich je 2.000 Mann Infanterie und Kavallerie sowie fünf Geschütze und stand unter dem Befehl des 60-jährigen Herzogs Jean-Paul-Timoléon von Brissac. Tatsächlich verlegte Ferdinand von Braunschweig starke Kräfte, v. a. Hannoveraner, ferner Braunschweiger, Preußen und Hessen, über das Wiehengebirge nach Süden. Dem 23-jährigen Befehlshaber, Erbprinz Karl Wilhelm Ferdinand von Braunschweig, standen 8.000 Mann Infanterie, 2.000 Mann Kavallerie sowie 32 Geschütze zur Verfügung.
Die Franzosen besetzten zunächst eine starke vorgeschobene Abwehrposition an den Brücken über die Else im Raum Bünde nordwestlich von Herford und konnten hier am 30. Juli einen ersten Angriff der Verbündeten zurückschlagen. Der Herzog von Brissac erhielt nun jedoch Befehl, sich nach Osten zurückzuziehen, um unmittelbar den Nachschub über die Verbindungsstraße zu schützen. Er ließ daher die strategisch wichtige, auf halber Strecke zwischen Herford und Westfälischer Pforte gelegene Gohfelder Werrebrücke, über welche die Straße verlief, besetzen und außerdem Verteidigungsstellung nahe dem südlich angrenzenden Kirchdorf beziehen. Davon in Kenntnis gesetzt, erstellte der Erbprinz, der mit seinen Truppen nachgerückt war und nunmehr bei Stift Quernheim nordöstlich von Bünde lagerte, seinen Angriffsplan.

## Der Angriffsplan des Erbprinzen
Ziel des Erbprinzen war eine Einkreisung und Zerschlagung der Franzosen. Er teilte zu diesem Zweck seine Truppen in drei etwa gleich große Gruppen. Die mittlere Gruppe unter Generalleutnant von Kielmannsegge sollte nördlich der 
Werre auf die Brücke zumarschieren und mit dem Großteil der Geschütze die feindlichen Stellungen unter Feuer nehmen. Die rechte Gruppe, geführt vom Erbprinzen selbst, sollte zunächst bei Kirchlengern die Else, dann beim Dorf Löhne die Werre überqueren, südlich des Flusses auf Gohfeld vorrücken und schließlich dem Feind in die linke Flanke fallen. Die dritte, linke Gruppe unter Generalmajor von Bock sollte sich weiter nördlich zur östlich von Gohfeld gelegene Brücke von Neusalzwerk (heute Bad Oeynhausen) begeben, um einen Rückzug der Franzosen nach Osten zu verhindern.

## Gefechtsverlauf

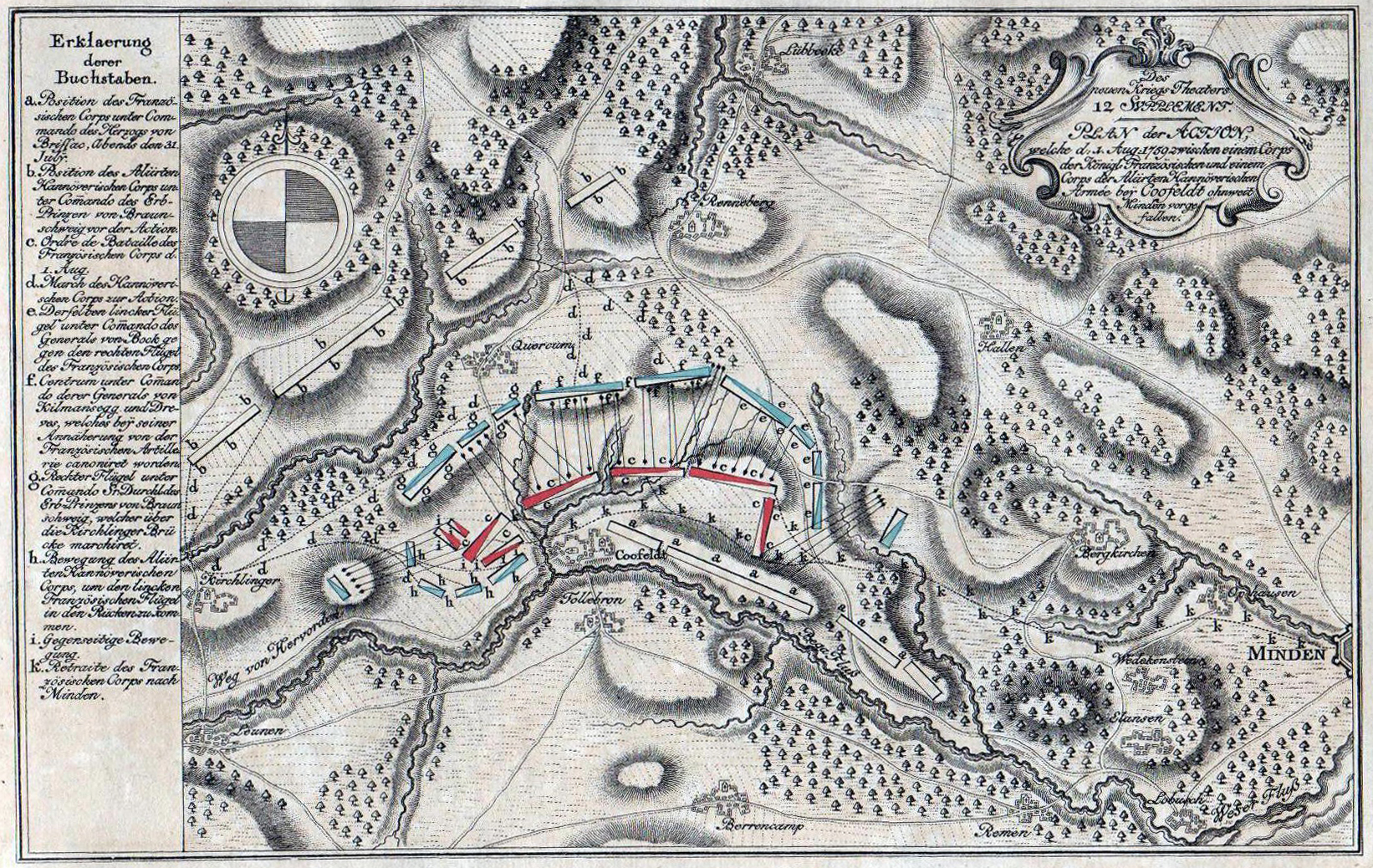
Darstellung der Action bei Coofeldt

Am 1. August um 3 Uhr morgens brachen die Verbände der Verbündeten auf. Nur wenig später jedoch verlegte der Herzog von Brissac seine Hauptmacht über die Brücke auf das Nordufer der Werre, da hier das Gelände flacher und offener war und seiner starken Reiterei bessere Kampfbedingungen bot. Die Franzosen bezogen Stellung zwischen Werre und der Siedlung Börstel, westlich des heutigen Haus Gohfeld im Ortsteil Mennighüffen-Ostscheid. So kam es, dass die mittlere Angriffsgruppe der Verbündeten früher und andernorts als geplant sowie zunächst ohne weitere Unterstützung Feindberührung hatte. Während Geschütze und Infanterie bei der Mündung des Mühlenbaches in die Werre Aufstellung nahmen, trug die Kavallerie einen ersten Angriff vor, wurde aber durch jene der Franzosen zurückgeschlagen. Daraufhin entspann sich ein über zweistündiges Artillerieduell. 
Trotz seiner Unterlegenheit an Geschützen war der Herzog gewillt, seine Position solange wie möglich zu halten, damit die Truppen des Erbprinzen nicht noch auf Minden vorrücken und die dortige Schlacht entscheiden konnten. Nachdem er bemerkt hatte, dass die feindlichen Kräfte über einen breiten Raum verteilt waren, befahl er um etwa 7 Uhr seiner Kavallerie, sich für einen Angriff auf die von ihm nun als eher schwach erachtete Mitte der Verbündeten zu formieren. Tatsächlich durchbrach die unter schwerem Feuer vorgetragene Attacke die erste feindliche Linie. Allerdings waren die Angriffsvorbereitungen nicht unbemerkt geblieben, eilig herangeführte Infanteriereserven fügten den französischen Reitern schwere Verluste zu und warfen sie wieder zurück.
Inzwischen war auch die rechte Angriffsgruppe mit dem Erbprinzen südlich der Gohfelder Brücke erschienen, drohte diese zu nehmen und den Franzosen in den Rücken zu fallen. Damit war die Stellung des Herzogs unhaltbar geworden, so dass er den Rückzug befahl. Dieser verwandelte sich durch das Eingreifen der nördlichen Gruppe unter Generalmajor von Bock in eine ungeordnete Flucht. Die geplante Zerschlagung des französischen Korps’ war also letztlich doch weitgehend gelungen.
Verlustzahlen sind nicht bekannt, sie sind jedoch auf Seiten der Franzosen, von denen allein rund 300 gefangen genommen wurden, als hoch einzuschätzen. Deren entkommene Reste flohen teils über Bergkirchen, teils über Rehme, um bei Minden zur französischen Hauptmacht zu stoßen.

## Auswirkungen

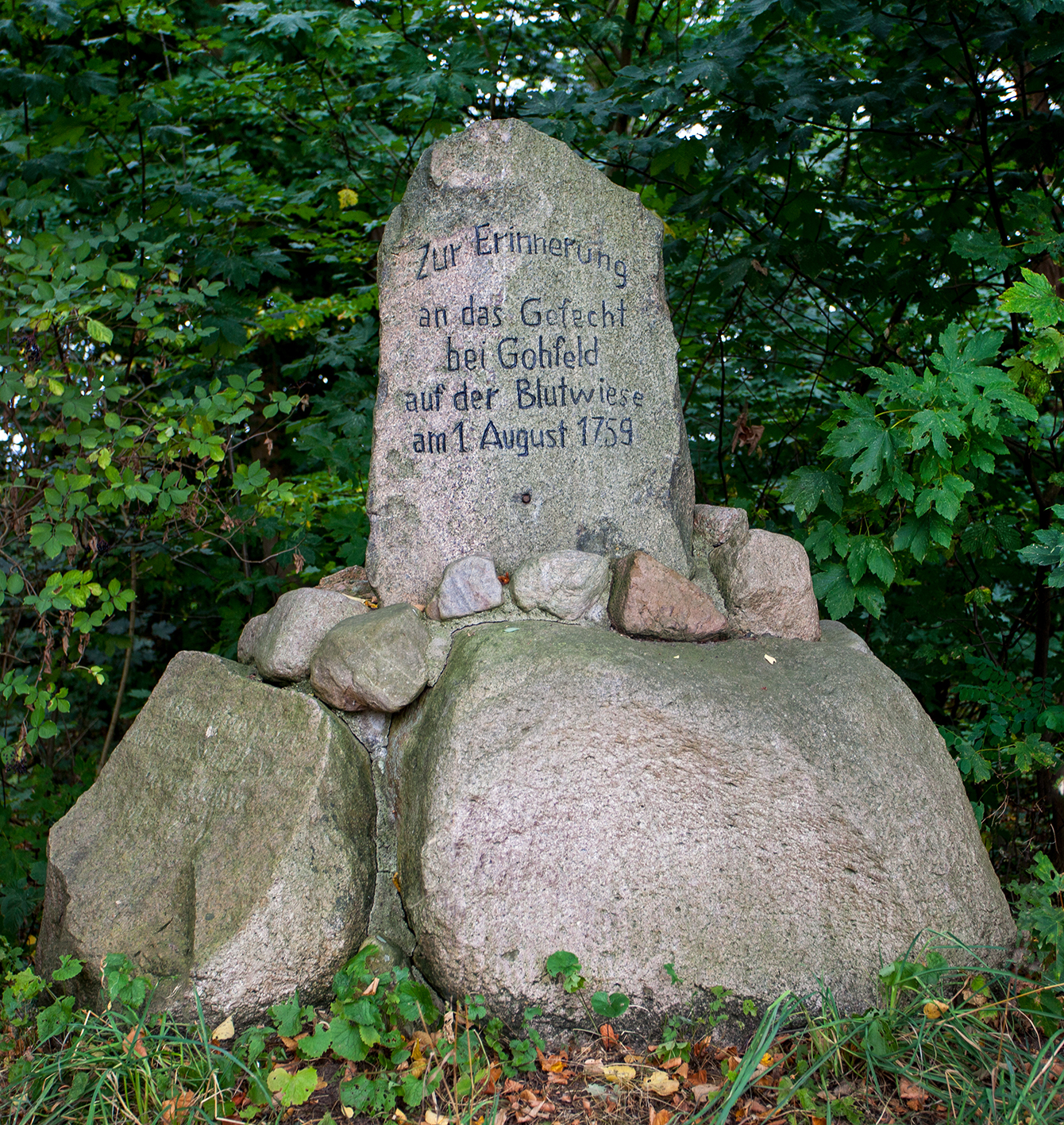
Gedenkstein zur Erinnerung an das Gefecht bei Gohfeld

Am gleichen Tage wurden auch bei Minden die französischen Streitkräfte besiegt. Durch die Ereignisse bei Gohfeld blieb ihnen der Rückzug in Richtung Südwesten versperrt, wo sie sich womöglich rascher neu hätten formieren können. Sie wichen nach Kassel zurück, wurden für den Rest des Jahres nicht mehr aktiv und sollten in den folgenden Kriegsjahren nie mehr so weit nach Nordosten vorstoßen.
Der junge Erbprinz Karl Wilhelm Ferdinand von Braunschweig hatte sich als fähiger Heerführer beweisen können, er brachte es später bis zum preußischen Feldmarschall und Oberbefehlshaber. Dem Herzog Jean-Paul-Timoléon von Brissac schadete seine Niederlage gegen einen zahlenmäßig überlegenen Feind nicht, er sollte schließlich den Titel eines Marschalls von Frankreich erhalten. Gleiches galt auch für den späteren Kriegsminister Philippe-Henri de Ségur, der bei Gohfeld die französische Infanterie geführt hatte.
Auf dem Schlachtfeld bei Gohfeld bzw. Mennighüffen-Ostscheid wurden noch um 1900 Skelettreste sowie Kampfutensilien wie Kanonenkugeln, Feldkessel und Waffen gefunden. Ein Teil des Gebietes heißt noch heute „Blutwiese“. Ein Gedenkstein an der Börstelstraße erinnert an das Geschehen.